# Gelatoporia subvermispora
Gelatoporia là một chi nấm thuộc họ Meruliaceae. Là một chi đơn loài, nó chứa loài duy nhất Gelatoporia subvermispora.